# Segona divisió espanyola de futbol 1966-1967
Resum de l'activitat de la temporada 1966-1967 de la Segona divisió espanyola de futbol.

## Grup Nord

### Clubs participants
| Club                      | Ciutat                 | Estadi                    |
| ------------------------- | ---------------------- | ------------------------- |
| Burgos CF                 | Burgos                 | El Plantío                |
| CF Calvo Sotelo           | Puertollano            | Calvo Sotelo              |
| RC Celta Vigo             | Vigo                   | Balaídos                  |
| Club Ferrol               | Ferrol                 | Manuel Rivera             |
| Real Gijón                | Gijón                  | El Molinón                |
| Gimnástica de Torrelavega | Torrelavega            | El Malecón                |
| SD Indautxu               | Bilbao                 | Garellano                 |
| UP Langreo                | Langreo                | Ganzábal                  |
| CD Logroñés               | Logroño                | Las Gaunas                |
| CA Osasuna                | Pamplona               | San Juan                  |
| Real Oviedo               | Oviedo                 | Carlos Tartiere           |
| Rayo Vallecano            | Madrid                 | Vallecas                  |
| Reial Societat            | Sant Sebastià          | Atotxa                    |
| Real Santander            | Santander              | El Sardinero              |
| CD Tenerife               | Santa Cruz de Tenerife | Heliodoro Rodríguez López |
| Reial Valladolid          | Valladolid             | José Zorrilla             |

### Classificació
| Pos | Equip                  | PJ | PG | PE | PP | GF | GC | DG  | Pts | Promoció, classificació o descens |
| --- | ---------------------- | -- | -- | -- | -- | -- | -- | --- | --- | --------------------------------- |
| 1   | Reial Societat (P)     | 30 | 21 | 4  | 5  | 46 | 22 | +24 | 46  | Ascens a Primera Divisió          |
| 2   | Real Gijón             | 30 | 19 | 7  | 4  | 55 | 22 | +33 | 45  | Promoció d'ascens                 |
| 3   | Celta Vigo             | 30 | 14 | 8  | 8  | 43 | 25 | +18 | 36  |                                   |
| 4   | CA Osasuna             | 30 | 13 | 9  | 8  | 52 | 39 | +13 | 35  |                                   |
| 5   | Real Oviedo            | 30 | 15 | 5  | 10 | 57 | 38 | +19 | 35  |                                   |
| 6   | Rayo Vallecano         | 30 | 13 | 4  | 13 | 45 | 31 | +14 | 30  |                                   |
| 7   | Ferrol                 | 30 | 13 | 4  | 13 | 41 | 30 | +11 | 30  |                                   |
| 8   | Calvo Sotelo           | 30 | 10 | 10 | 10 | 38 | 38 | 0   | 30  |                                   |
| 9   | Reial Valladolid       | 30 | 11 | 7  | 12 | 38 | 43 | −5  | 29  |                                   |
| 10  | Gimnástica Torrelavega | 30 | 12 | 4  | 14 | 33 | 53 | −20 | 28  |                                   |
| 11  | CD Tenerife            | 30 | 11 | 6  | 13 | 40 | 47 | −7  | 28  |                                   |
| 12  | Racing de Santander    | 30 | 12 | 2  | 16 | 42 | 53 | −11 | 26  |                                   |
| 13  | Langreo (O)            | 30 | 9  | 7  | 14 | 32 | 42 | −10 | 25  | Promoció de descens               |
| 14  | Burgos (O)             | 30 | 7  | 9  | 14 | 40 | 49 | −9  | 23  | Promoció de descens               |
| 15  | CD Logroñés (R)        | 30 | 5  | 8  | 17 | 16 | 47 | −31 | 18  | Descens a Tercera Divisió         |
| 16  | Indautxu (R)           | 30 | 5  | 6  | 19 | 17 | 56 | −39 | 16  | Descens a Tercera Divisió         |

### Resultats
| Casa \ Fora       | BUR | CAL | CEL | FER | GIJ | GIM | IND | LAN | LOG | OSA | OVI | RAY | RSO | SAT | TEN | VLD |
| ----------------- | --- | --- | --- | --- | --- | --- | --- | --- | --- | --- | --- | --- | --- | --- | --- | --- |
| Burgos            | —   | 0–0 | 1–0 | 1–0 | 0–2 | 7–2 | 4–0 | 0–1 | 4–1 | 1–1 | 1–0 | 1–4 | 0–2 | 1–1 | 2–0 | 1–1 |
| Calvo Sotelo      | 2–0 | —   | 1–3 | 2–1 | 1–0 | 4–0 | 0–0 | 1–0 | 2–0 | 1–1 | 3–0 | 2–2 | 2–2 | 3–1 | 3–1 | 2–2 |
| Celta de Vigo     | 1–1 | 2–1 | —   | 3–1 | 0–0 | 4–2 | 4–0 | 2–1 | 2–0 | 3–0 | 0–2 | 1–0 | 0–1 | 4–2 | 4–1 | 1–1 |
| Ferrol            | 4–0 | 2–1 | 0–0 | —   | 3–1 | 3–0 | 4–1 | 0–0 | 0–0 | 0–2 | 0–4 | 3–0 | 0–1 | 2–0 | 4–1 | 1–0 |
| Gijón             | 2–1 | 3–0 | 1–0 | 1–0 | —   | 0–0 | 4–0 | 3–1 | 1–0 | 4–0 | 5–4 | 2–1 | 2–1 | 5–1 | 3–0 | 4–1 |
| Gimn. Torrelavega | 1–0 | 1–0 | 1–2 | 0–0 | 0–1 | —   | 2–1 | 3–2 | 2–1 | 2–3 | 2–1 | 2–1 | 1–1 | 2–1 | 3–1 | 1–0 |
| Indautxu          | 2–2 | 0–0 | 1–0 | 0–1 | 0–3 | 2–0 | —   | 2–1 | 0–0 | 0–1 | 0–2 | 2–1 | 1–2 | 2–3 | 1–0 | 1–1 |
| Langreo           | 3–3 | 0–1 | 0–0 | 2–1 | 1–1 | 0–1 | 3–0 | —   | 1–0 | 2–1 | 1–2 | 2–1 | 0–1 | 1–2 | 1–0 | 1–1 |
| CD Logroñés       | 0–0 | 0–0 | 1–2 | 0–1 | 0–1 | 2–2 | 1–0 | 0–0 | —   | 0–4 | 2–0 | 0–1 | 0–3 | 0–1 | 1–1 | 1–0 |
| CA Osasuna        | 1–1 | 1–1 | 2–0 | 1–5 | 1–1 | 3–0 | 3–0 | 1–1 | 4–1 | —   | 4–2 | 0–0 | 3–0 | 2–1 | 4–1 | 2–1 |
| Real Oviedo       | 5–1 | 3–1 | 1–1 | 2–1 | 0–0 | 3–1 | 5–0 | 1–4 | 0–1 | 1–1 | —   | 0–1 | 2–2 | 2–0 | 3–1 | 6–1 |
| Rayo Vallecano    | 2–1 | 1–0 | 0–0 | 3–2 | 3–1 | 2–1 | 0–0 | 6–0 | 8–0 | 3–2 | 0–1 | —   | 0–1 | 3–0 | 2–0 | 0–1 |
| Reial Societat    | 2–1 | 3–1 | 2–0 | 1–0 | 1–0 | 5–0 | 1–0 | 1–0 | 3–0 | 1–0 | 1–0 | 1–0 | —   | 3–0 | 0–0 | 2–0 |
| Santander         | 5–3 | 4–0 | 0–4 | 1–0 | 0–2 | 0–1 | 2–0 | 1–2 | 0–0 | 3–2 | 0–1 | 1–0 | 4–0 | —   | 4–2 | 4–2 |
| CD Tenerife       | 2–1 | 3–3 | 0–0 | 2–1 | 1–1 | 1–0 | 3–0 | 4–0 | 3–1 | 1–0 | 2–2 | 1–0 | 2–1 | 3–0 | —   | 3–0 |
| Reial Valladolid  | 2–1 | 2–0 | 1–0 | 0–1 | 1–1 | 2–0 | 3–1 | 2–1 | 1–3 | 2–2 | 1–2 | 3–0 | 3–1 | 1–0 | 2–0 | —   |

| Golejador              | Gols | Equip               |
| ---------------------- | ---- | ------------------- |
| Francisco Solabarrieta | 24   | Real Gijón          |
| Francisco Docal        | 18   | Racing de Santander |
| Abel Fernández         | 17   | Celta Vigo          |
| Alfonso Fanjul         | 17   | CA Osasuna          |
| José Luis Quirós       | 15   | Real Oviedo         |

| Porter               | Gols | Partits | Mitjana | Equip          |
| -------------------- | ---- | ------- | ------- | -------------- |
| Jesús Zubiarrain     | 21   | 30      | 0.7     | Reial Societat |
| José Ramón Ibarreche | 19   | 25      | 0.76    | Celta Vigo     |
| Andrés Mendieta      | 20   | 23      | 0.87    | Rayo Vallecano |
| Juan Zumalabe        | 29   | 30      | 0.97    | Ferrol         |
| Lucrecio Luquin      | 23   | 21      | 1.1     | CA Osasuna     |

## Grup Sud

### Clubs participants
| Club                 | Ciutat               | Estadi              |
| -------------------- | -------------------- | ------------------- |
| Algeciras CF         | Algesires            | El Mirador          |
| CF Badalona          | Badalona             | Avinguda de Navarra |
| Reial Betis          | Seville              | Benito Villamarín   |
| Cadis CF             | Cadis                | Ramón de Carranza   |
| CE Castelló          | Castelló de la Plana | Castàlia            |
| Atlético Ceuta       | Ceuta                | Alfonso Murube      |
| CD Comtal            | Barcelona            | Camp Nou            |
| CE Constància        | Inca                 | Campo Nuevo         |
| CE Europa            | Barcelona            | Sardenya            |
| UE Lleida            | Lleida               | Camp d'Esports      |
| Llevant UE           | València             | Vallejo             |
| CD Málaga            | Màlaga               | La Rosaleda         |
| RCD Mallorca         | Palma                | Lluís Sitjar        |
| CD Mestalla          | València             | Mestalla            |
| Reial Múrcia         | Múrcia               | La Condomina        |
| Recreativo de Huelva | Huelva               | Municipal           |

### Classificació
| Pos | Equip              | PJ | PG | PE | PP | GF | GC | DG  | Pts | Promoció, classificació o descens |
| --- | ------------------ | -- | -- | -- | -- | -- | -- | --- | --- | --------------------------------- |
| 1   | Málaga (P)         | 30 | 19 | 6  | 5  | 44 | 18 | +26 | 44  | Ascens a Primera Divisió          |
| 2   | Reial Betis (O, P) | 30 | 18 | 4  | 8  | 47 | 26 | +21 | 40  | Promoció d'ascens                 |
| 3   | CE Castelló        | 30 | 15 | 7  | 8  | 42 | 24 | +18 | 37  |                                   |
| 4   | Llevant UE         | 30 | 16 | 5  | 9  | 41 | 26 | +15 | 37  |                                   |
| 5   | RCD Mallorca       | 30 | 14 | 7  | 9  | 45 | 30 | +15 | 35  |                                   |
| 6   | CE Europa          | 30 | 12 | 8  | 10 | 29 | 33 | −4  | 32  |                                   |
| 7   | Reial Múrcia       | 30 | 14 | 4  | 12 | 39 | 36 | +3  | 32  |                                   |
| 8   | Cadis CF           | 30 | 11 | 7  | 12 | 35 | 41 | −6  | 29  |                                   |
| 9   | Mestalla           | 30 | 12 | 5  | 13 | 45 | 53 | −8  | 29  |                                   |
| 10  | CF Badalona        | 30 | 11 | 5  | 14 | 32 | 40 | −8  | 27  |                                   |
| 11  | Recreativo         | 30 | 8  | 9  | 13 | 31 | 34 | −3  | 25  |                                   |
| 12  | UE Lleida          | 30 | 8  | 8  | 14 | 30 | 40 | −10 | 24  |                                   |
| 13  | Atlético Ceuta (O) | 30 | 10 | 4  | 16 | 31 | 44 | −13 | 24  | Promoció de descens               |
| 14  | Constància (O)     | 30 | 6  | 10 | 14 | 29 | 41 | −12 | 22  | Promoció de descens               |
| 15  | Algeciras (R)      | 30 | 7  | 8  | 15 | 22 | 36 | −14 | 22  | Descens a Tercera Divisió         |
| 16  | Comtal (R)         | 30 | 8  | 5  | 17 | 33 | 53 | −20 | 21  | Descens a Tercera Divisió         |

### Resultats
| Casa \ Fora    | ALG | BAD | BET | CÁD | CAS | CEU | CND | CNS | EUR | LÉR | LEV | MGA | MLL | MES | MUR | REC |
| -------------- | --- | --- | --- | --- | --- | --- | --- | --- | --- | --- | --- | --- | --- | --- | --- | --- |
| Algeciras      | —   | 3–0 | 0–1 | 2–1 | 1–0 | 1–0 | 1–2 | 1–0 | 1–1 | 1–0 | 1–2 | 0–1 | 1–1 | 0–0 | 1–1 | 1–1 |
| CF Badalona    | 3–0 | —   | 0–3 | 1–1 | 1–1 | 2–0 | 2–0 | 1–0 | 1–0 | 3–1 | 1–1 | 1–1 | 2–3 | 3–1 | 1–0 | 2–1 |
| Reial Betis    | 1–0 | 2–0 | —   | 2–2 | 0–3 | 1–0 | 3–0 | 3–1 | 0–1 | 2–1 | 2–0 | 2–1 | 2–1 | 5–0 | 2–0 | 2–0 |
| Cadis CF       | 1–1 | 2–1 | 1–0 | —   | 2–0 | 0–1 | 2–0 | 1–1 | 3–0 | 2–0 | 3–2 | 1–0 | 2–3 | 2–1 | 1–2 | 1–1 |
| CE Castelló    | 2–1 | 3–0 | 1–1 | 5–1 | —   | 5–1 | 3–0 | 1–1 | 2–0 | 1–0 | 2–0 | 1–1 | 1–2 | 1–2 | 2–1 | 1–1 |
| Atlético Ceuta | 3–0 | 1–3 | 1–0 | 0–1 | 0–0 | —   | 3–1 | 2–1 | 2–0 | 1–0 | 2–0 | 0–2 | 0–0 | 1–1 | 1–2 | 4–2 |
| Comtal         | 1–0 | 1–0 | 0–2 | 0–1 | 0–1 | 2–1 | —   | 1–2 | 2–2 | 3–1 | 1–2 | 1–2 | 2–1 | 4–1 | 2–0 | 1–1 |
| Constància     | 3–0 | 2–2 | 3–1 | 1–1 | 0–1 | 0–2 | 1–1 | —   | 0–0 | 3–0 | 1–0 | 4–0 | 1–1 | 0–2 | 0–0 | 0–0 |
| CE Europa      | 1–0 | 1–0 | 2–2 | 1–0 | 0–1 | 1–0 | 2–2 | 2–1 | —   | 1–3 | 1–0 | 1–0 | 1–0 | 1–2 | 3–0 | 2–1 |
| UE Lleida      | 2–0 | 2–0 | 1–4 | 1–1 | 3–0 | 3–0 | 0–0 | 2–0 | 1–1 | —   | 0–2 | 1–1 | 0–1 | 2–1 | 1–1 | 1–0 |
| Llevant UE     | 0–1 | 2–0 | 1–0 | 1–0 | 1–0 | 4–2 | 2–0 | 5–0 | 1–1 | 3–3 | —   | 1–0 | 3–0 | 1–0 | 1–0 | 3–1 |
| Málaga         | 2–1 | 1–0 | 3–0 | 2–1 | 1–0 | 1–0 | 2–1 | 5–0 | 4–0 | 0–0 | 1–0 | —   | 1–0 | 3–0 | 3–0 | 2–1 |
| RCD Mallorca   | 3–1 | 0–1 | 1–2 | 3–0 | 2–0 | 4–0 | 3–1 | 2–1 | 0–0 | 0–0 | 1–1 | 0–0 | —   | 4–1 | 1–3 | 4–1 |
| Mestalla       | 0–0 | 2–0 | 1–0 | 2–1 | 0–2 | 2–2 | 7–2 | 3–2 | 3–2 | 4–1 | 1–1 | 0–2 | 1–3 | —   | 4–3 | 3–1 |
| Reial Múrcia   | 2–1 | 3–1 | 1–2 | 2–0 | 1–2 | 3–0 | 3–2 | 1–0 | 0–1 | 3–0 | 1–0 | 1–1 | 1–0 | 2–0 | —   | 1–0 |
| Recreativo     | 1–1 | 2–0 | 0–0 | 5–0 | 0–0 | 2–1 | 2–0 | 0–0 | 1–0 | 1–0 | 0–1 | 0–1 | 0–1 | 2–0 | 3–1 | —   |

| Golejador         | Gols | Equip        |
| ----------------- | ---- | ------------ |
| Wanderley Machado | 19   | Llevant UE   |
| Serafín García    | 19   | Reial Múrcia |
| Joseíto           | 13   | Constància   |
| Manuel Folch      | 11   | CE Castelló  |
| Jesús María Landa | 10   | Reial Betis  |

| Porter           | Gols | Partits | Mitjana | Equip       |
| ---------------- | ---- | ------- | ------- | ----------- |
| Américo Canas    | 16   | 25      | 0.64    | Málaga      |
| Antonio Ramírez  | 23   | 29      | 0.79    | CE Castelló |
| José Campillo    | 26   | 30      | 0.87    | Reial Betis |
| Francisco Catalá | 26   | 30      | 0.87    | Llevant UE  |
| Rogeli Pàmpols   | 33   | 29      | 1.14    | CE Europa   |

## Promoció d'ascens

### Anada
| 28 maig 1967 | Sevilla FC     | 1-0     | Real Gijón | Sevilla                                    |  |
|              | Lizarralde 14' | Informe |            | Ramón Sánchez Pizjuán · Zariquiegui Izco · |  |

| 18 juny 1967 | Reial Betis             | 2-0     | Granada CF | Sevilla                                 |  |
|              | Rogelio 55' · Quino 72' | Informe |            | Benito Villamarín · Ortiz de Mendibil · |  |

### Tornada
| 4 juny 1967 | Real Gijón | 0-1 (Total: 0-2) | Sevilla FC | Gijón                            |  |
|             |            | Informe          | Pintado 5' | El Molinón · Ortiz de Mendibil · |  |

| 25 juny 1967 | Granada CF | 0-1 (Total: 0-3) | Reial Betis | Granada                      |  |
|              |            | Informe          | Rogelio 50' | Los Cármenes · Pintado Viu · |  |

## Promoció de descens

### Anada
| 18 juny 1967 | CD Lugo     | 1-1     | Constància | Lugo                          |  |
|              | Aguirre 82' | Informe | Tito 76'   | Ángel Carro · García Ibáñez · |  |

| 18 juny 1967 | SD Ponferradina       | 2-2     | Langreo                | Ponferrada                   |  |
|              | Blanco 2' · Jaime 15' | Informe | Candi 8' · Oscarín 77' | Santa Marta · García Jaime · |  |

| 18 juny 1967 | Aragón     | 1-0     | Burgos | Saragossa                          |  |
|              | Planas 42' | Informe |        | La Romareda · Olavarria González · |  |

| 18 juny 1967 | Real Unión         | 2-2     | Atlético Ceuta         | Irun                      |  |
|              | Michelena 11', 63' | Informe | Ortuño 29' · Rivas 48' | Gal · Rodríguez Barroso · |  |

### Tornada
| 25 juny 1967 | Constància             | 2-0 (Total: 3-1) | CD Lugo | Inca                         |  |
|              | Joseíto 3' · Casañ 58' | Informe          |         | Nou Camp · Tomeo Palanques · |  |

| 25 juny 1967 | Langreo                                                     | 5-2 (Total: 7-4) | SD Ponferradina         | Langreo                       |  |
|              | Oscarín 16', 85' · Peñalver 30' · Nico 61' · Santamaría 75' | Informe          | Blanco 49' · Isauro 62' | Ganzábal · Moreda Fernández · |  |

| 25 juny 1967 | Burgos                                        | 4-1 (Total: 4-2) | Aragón    | Burgos                               |  |
|              | Goyarán 5', 81' · Castañón 26' · Mentxaka 57' | Informe          | Rangil 8' | El Plantío · Orrantia Capelastegui · |  |

| 25 juny 1967 | Atlético Ceuta           | 2-0 (Total: 4-2) | Real Unión | Ceuta                            |  |
|              | Escudero 52' · Mendi 68' | Informe          |            | Alfonso Murube · Ruiz Casasola · |  |

## Resultats finals
- Campió: Reial Societat, CD Málaga.
- Ascens a Primera divisió: Reial Societat, CD Málaga, Reial Betis.
- Descens a Segona divisió: Granada CF, Hèrcules CF, RC Deportivo de La Coruña.
- Ascens a Segona divisió: CE Alcoià, CD Badajoz, Real Jaén CF, Xerez CD.
- Descens a Tercera divisió: SD Indautxu, CD Logroñés, CD Comtal, CD Málaga.